# トゥーレ・リンドグレーン
トゥーレ・リンドグレーン（Thure Valdema Lindgren、1921年4月18日 - 2005年9月2日）は、スウェーデン、ノールボッテン県ユッカスヤルビ（現在はキルナ市の一部）出身のスキージャンプ選手。1940年代から1950年代にかけ活躍した。

## プロフィール
1947年のスウェーデン選手権で優勝。
1950年ノルディックスキー世界選手権で銀メダルを獲得。1952年のオスロオリンピックでは40位だった。